# Округ Хенкок (Кентаки)
Округ Хенкок (енгл. Hancock County) је округ у америчкој савезној држави Кентаки.

## Демографија
По попису из 2010. године број становника је 8.565, што је 173 (2,1%) становника више него 2000. године.
| Група             | 2000.         | 2010.         |
| Белци             | 8.174 (97,4%) | 8.282 (96,7%) |
| Афроамериканци    | 71 (0,8%)     | 75 (0,9%)     |
| Азијати           | 14 (0,2%)     | 19 (0,2%)     |
| Хиспаноамериканци | 64 (0,8%)     | 94 (1,1%)     |
| Укупно            | 8.392         | 8.565         |